# جغرافيا ساموا
تتكون دولة ساموا من جزيرتين كبيرتين هما اوبلوا و سافايي وثماني جزر أصغر منها تقع في منتصف الطريق بين هاواي ونيوزيلندا في جنوب المحيط الهادي في المنطقة البولينيزية. جزيرة أوبولو هي موطن يسكن فيها مايقارب ثلاثة أرباع السكان وعاصمتها أبيا. تحتل ساموا داخل بولينيزيا موقعًا مركزيًا والمناخ فيها استوائي، مع موسم أمطار من نوفمبر إلى أبريل. وفي الشرق توجد ساموا الأمريكية الأصغر.

## إحصائيات
الإحداثيات الجغرافية:
منطقة:
- المجموع: 2,944 كيلومتر مربع (1,137 ميل2)
- اليابسة: 2,934 كيلومتر مربع (1,133 ميل2)
- الماء: 10 كيلومتر مربع (3.9 ميل2)

المنطقة - المقارنة: أصغر قليلاً من ولاية رود آيلاند
المطالبات البحرية:
- المنطقة الاقتصادية الخالصة: 200 ميل بحري (370 كـم؛ 230 ميل)
- البحر الإقليمي: 12 ميل بحري (22 كـم؛ 14 ميل)

الارتفاع الأقصى:

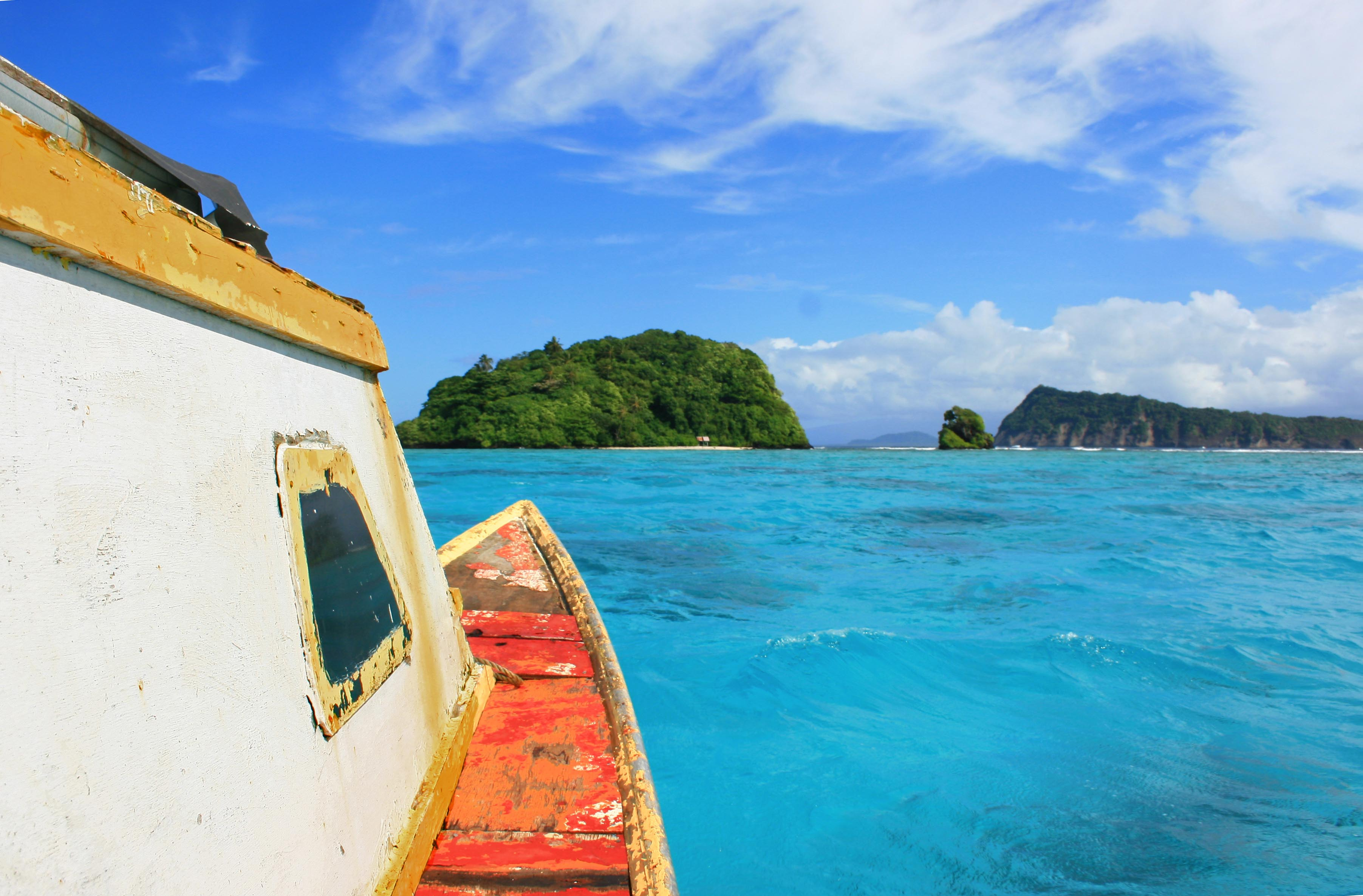
جزر نابلوا (يسار) وأبوليما (يمين) مع سافايي في المسافة.

- أدنى نقطة: المحيط الهادئ 0 متر (0 قدم)
- أعلى نقطة: ماوجا سيليسيلي 1,857 متر (6,093 قدم)

استخدام الأراضي:
- الأراضي الصالحة للزراعة: 21.2٪
- محاصيل دائمة: 24.38٪.
- أخرى: 54.42٪

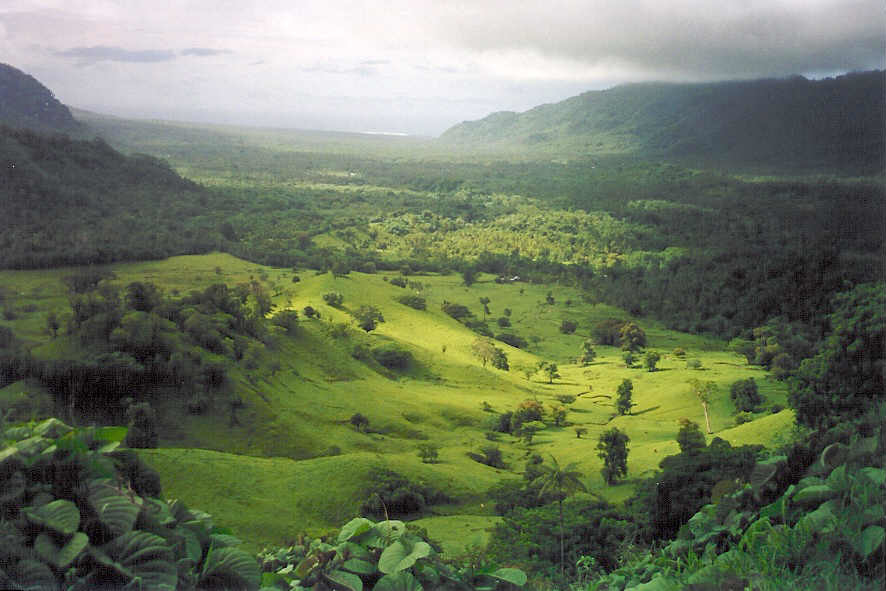
وادي فاليفا في جزيرة أوبولو.

البركان النشط هو الخطر الطبيعي للجزر . تشمل القضايا البيئية الحالية وهي : تآكل التربة، ، إزالة الغابات ، والأنواع الغازية والصيد الجائر .
البيئة - الاتفاقيات الدولية:
- طرف في: التنوع البيولوجي ، تغير المناخ ، تغير المناخ- بروتوكول كيوتو ، التصحر ، النفايات الخطرة ، قانون البحار ، حماية طبقة الأوزون

## مناخ
الاستوائية: هو موسم الأمطار من نوفمبر إلى أبريل ،وموسم الجفاف من مايو إلى أكتوبر. تواجه ساموا أيضًا الإعصار العرضي.

## تضاريس
تتكون التضاريس من جزيرتين رئيسيتين هما: سافايي وأوبولو ، مع مستوطنات في مانونو وأبوليما في مضيق أبوليما بينهما
جزيرة ناموا : هي جزيرة صغيرة خالية من البشر تقع بين مانونو وأبوليما. وهنا جزر صغيره تسمى ألبياتا ومكانها في الطرف الشرقي من أوبولو . تضاريس الجزيرتين الرئيسيتين هي : سهول ساحلية و ضيقة ذات جبال بركانية وصخرية وعرة في الداخل. تشمل الموارد الطبيعية غابات الأخشاب الصلبة والأسماك والطاقة المائية .